# Битва при Вогезах
Битва при Вогезах — сражение между германским племенем свевов под предводительством Ариовиста и шестью римскими легионами Юлия Цезаря, произошедшее в 58 году до н. э. близ гор Вогезы.

## Предыстория
Борьба за доминирующее положение в Галлии, утраченное арвернами в результате военного поражения от римлян, велась между двумя другими сильными племенами — секванами и эдуями. Первые опирались на поддержку германских племён под предводительством вождя свевов Ариовиста. Однако, хотя германцы и подчинили эдуев, к 58 году до н. э. они занимали треть земли секванов.
С 61 до н. э. эдуи являлись «другом римского народа», поэтому для защиты от германцев они обратились за помощью к Цезарю. Так как Ариовист также в 59 до н. э был признан «другом римского народа», то сначала Цезарь вступил с ним в переговоры. Во время переговоров Цезарь предъявил Ариовисту требования: не воевать с эдуями и не производить массовых переселений через Рейн в Галлию. Эти требования были отвергнуты.
Узнав о том, что Ариовист направляется для захвата главного города секванов Весонтиона, Цезарь направился туда ускоренным маршем и занял его. После этого Цезарь двинулся на Ариовиста и стал лагерем в 24 милях от него. Ариовист предложил провести переговоры. Встреча Цезаря и Ариовиста состоялась на холме на равном расстоянии от лагерей римлян и германцев. Во время переговоров Цезарь повторил свои требования, которые опять были отклонены. На следующий день Ариовист выдвинулся вперед и стал лагерем в шести милях от лагеря Цезаря. Ещё через день он провёл свои войска мимо лагеря Цезаря и разбил лагерь в двух милях позади него, чтобы отрезать Цезаря от поставок провианта из земель секванов и эдуев. В течение последующих пяти дней происходили только мелкие конные стычки.

## Ход битвы
Цезарь, выстроив войско в три линии, вплотную подошёл к лагерю германцев. Ариовист вывел из лагеря свои силы и расставил их по племенам, среди которых были гаруды, маркоманы, трибоки, вангионы, неметы, седусии и свевы. Всё войско они окружили повозками и телегами, чтобы не оставалось надежды на бегство.
Цезарь начал сражение на правом фланге, так как заметил, что именно здесь германцы наиболее слабы. Германцы так быстро бросились вперёд, что римляне не успели метнуть в них копья. Таким образом, битва продолжилась на мечах. В то время как левый фланг германцев был разбит, их правый фланг своим численным превосходством теснил римлян. Начальник конницы Публий Красс заметил это и двинул в подкрепление теснимому флангу третью (резервную) линию.
Германцы обратились в бегство и бежали до самого Рейна. Очень немногие, в числе которых был и Ариовист, переправились на другой берег. Остальных догнала конница римлян и перебила.

## Последствия
Цезарь на время обезопасил германскую границу от набегов варваров.